# Ranunculus rhomboideus
Ranunculus rhomboideus là một loài thực vật có hoa trong họ Mao lương. Loài này được Goldie miêu tả khoa học đầu tiên năm 1822.